# ديبورا هوبكينسون
ديبورا هوبكينسون (بالإنجليزية: Deborah Hopkinson)‏ هي كاتِبة وكاتبة للأطفال أمريكية، ولدت في 13 سبتمبر 1942.

## وصلات خارجية
- الموقع الرسمي